# Joe's Pub
Joe's Pub es uno de los seis espacios dedicado a espectáculos dentro del Public Theatre. Es un lugar de música y un restaurante que alberga presentaciones en vivo de todos los géneros y artes, desde cabaret hasta danza moderna y música del mundo. Lleva el nombre de Joseph Papp, productor teatral que estableció el Festival Shakespeare de Nueva York, el Teatro Público y el programa gratuito Shakespeare in the Park en Central Park .
El lugar es notable por albergar el debut musical de Amy Winehouse y Adele. En 2013, el año de su 15º aniversario, fue declarado uno de los 10 mejores clubes de Estados Unidos por la revista Rolling Stone.

## Historia
Joe's Pub abrió el 16 de octubre de 1998 con un concierto inaugural realizado por Carl Hancock Rux. Poco después, un crítico de The New York Times escribió "Entras por la puerta lateral del Joseph Papp Public Theatre. Más al sur, en Lafayette Street, las puertas giratorias permiten que los clientes accedan a los diversos espacios teatrales del Public, pero aquí, en las afueras, un portal con vallas de hierro ofrece la entrada al nuevo club nocturno del teatro". Continuó: "Pero Joe's Pub es una empresa mucho menos elevada, tallada como está en el espacio de la oficina administrativa de la planta baja en el teatro". El club de $ 2.35 millones es el resultado, en parte, de una subvención para la construcción y renovación al público de fondos de capital de la ciudad que incluye la remodelación del Teatro Delacorte en Central Park. Hubo algunos escépticos cuando se inauguró el club en octubre y se preguntaron si el Teatro Público podría hacer funcionar una alianza entre el teatro y la vida nocturna. Seis meses después, según George C. Wolfe, el entonces productor de Public, Joe's Pub "en realidad lo está haciendo mejor de lo que pensaba". Continuó diciendo: "La programación del club es idiosincrásica: desde conjuntos de música étnica hasta artistas de la palabra hablada y los compositores e intérpretes de teatro musical jóvenes más prometedores de la escena contemporánea, la lista cambiante ha generado una teatralidad fuera del horario de trabajo por sí misma. . " 
The Pub es conocido como uno de los lugares de exhibición en vivo de la ciudad de Nueva York, que ofrece una mezcla ecléctica de géneros musicales. Esta característica definitoria de Joe's Pub – su extraordinaria variedad – fue la visión de la productora asociada de Public Theatre Bonnie Metzgar y el principal agente de reservas Bill Bragin, un aficionado a la música en todas sus formas y un DJ de música mundial por derecho propio. Bragin estableció relaciones con artistas que han hecho de Joe's Pub una base de operaciones para actos locales, nacionales e internacionales. En 2007, cuando Bragin dejó Joe's Pub para trabajar en el Lincoln Center, Shanta Thake recibió por unanimidad el puesto de jefe de reservas por parte de la junta del Public Theatre. Thake actualmente se desempeña como director de Joe's Pub, con Alex Knowlton como director asociado.
En 2011, el Pub, junto con el resto del edificio del centro de The Public, recibió una renovación de arriba abajo, lo que llevó a una mejor visibilidad, una mayor capacidad de asientos y una nueva asociación de alimentos y bebidas con el chef Andrew Carmellini.

## Instalaciones
El lugar cuenta con iluminación y sonido con calidad de teatro. Durante sus años de formación, el sonido fue diseñado por Kurt Wolf, ex guitarrista de punk-rock de Pussy Galore . El club se ganó la reputación de tener un sonido extraordinario durante este tiempo. Cuando Wolf pasó a otros proyectos, Jon Shriver, un técnico que ha trabajado con John Legend y The Notorious BIG, comenzó a hacer la ingeniería de audio. La calidad de sonido en Joe's Pub se mantiene en la parte superior de la lista corta de los "mejores en Nueva York" entre los críticos críticos.

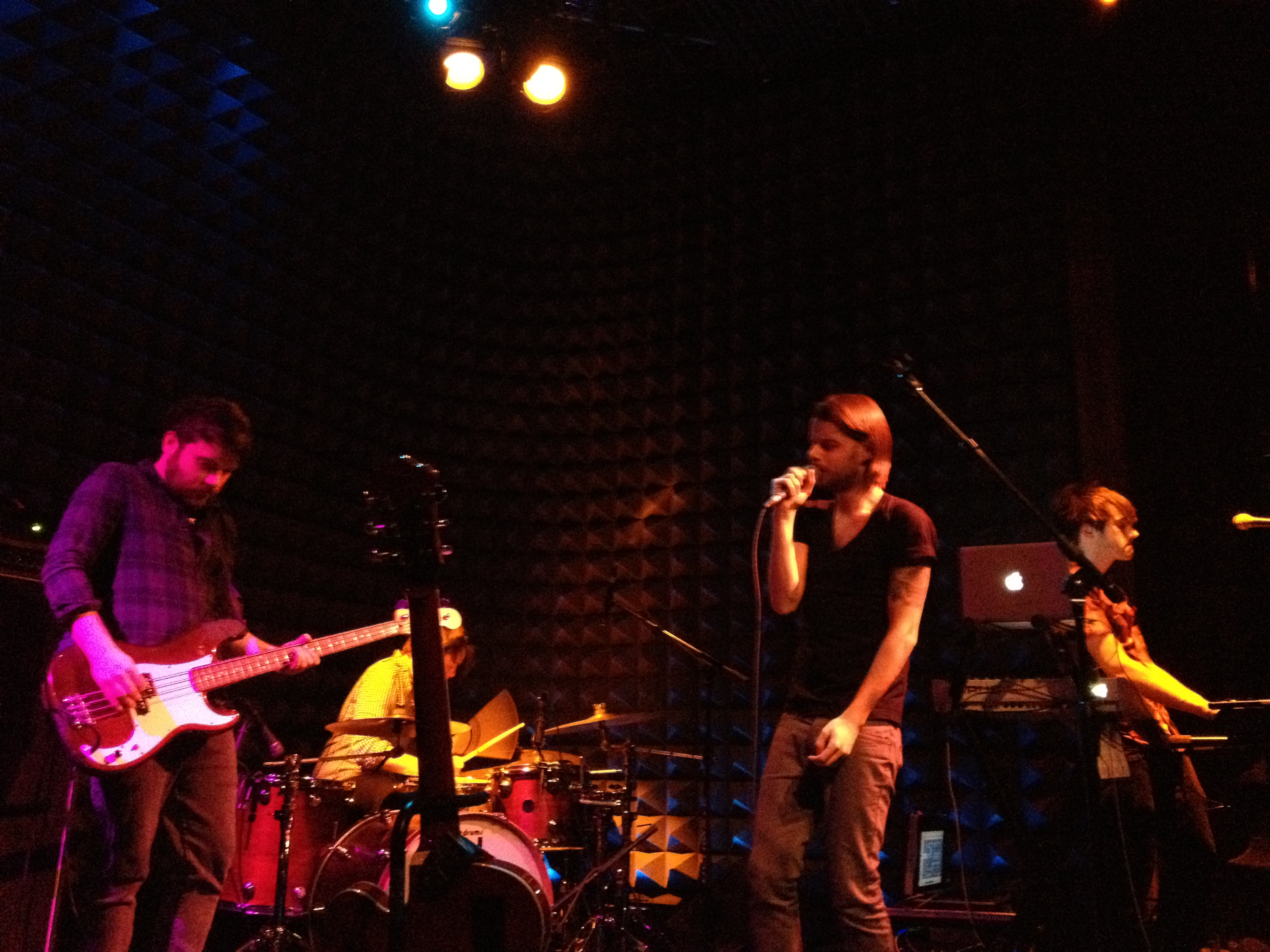
Song of Return actuando en Joe's Pub, Nueva York, 11 de abril de 2012

Joe's Pub también sirve como bar y restaurante durante las horas del espectáculo, y es conocido por ser uno de los mejores lugares románticos en la ciudad de Nueva York después de su apertura. Cuando The Public reabrió en 2012 después de la renovación, el socio de alimentos y bebidas del Pub, Joe's Pub LLC, Kevin Abbott, Serge Becker, Josh Pickard y Paul Salmon, se unió a Noho Hospitality Group, el grupo de restaurantes dirigido por Andrew Carmellini y Luke Ostrom. El grupo también lanzó un restaurante de servicio completo, The Library at The Public.
La decoración de Joe's Pub es obra del diseñador de interiores y socio de Joe's Pub LLC, Serge Becker, el hombre detrás de muchos lugares de moda de la ciudad de Nueva York, incluida La Esquina en Delancey Street . Los clientes a menudo notan un acordeón encastrado a lo largo de la pared este del Pub: Becker pretendía que el diseño del interior se inspirara en el acordeón, desde la barra de polen de abeja a rayas, hasta la iluminación de tira y la insonorización expuesta. A lo largo del muro sur, se exhiben fotografías de Joe Papp y colegas famosos. En un momento, las fotos mostraban a un joven Kevin Spacey, con bigote y un abrigo de piel. Con la renovación de 2011, las fotos se actualizaron para incluir artistas como Leonard Cohen, Adele, Allen Toussaint, Alan Cumming, Amy Winehouse y, por supuesto, Joseph Papp.